# Шеттлстон

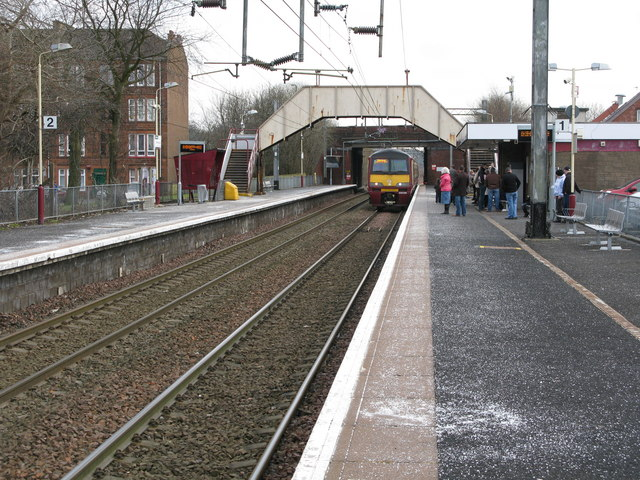
Залізнична станція «Шетлстон»

55°51′0.08″ пн. ш. 4°10′14.56″ зх. д. / 55.8500222° пн. ш. 4.1707111° зх. д.
Шеттлстон (англ. Shettleston, шотл. гел. Baile Nighean Sheadna) — один з районів міста Глазго. Розташований на сході міста, приблизно на відстані 5 км від його центру.
Шеттлстон був селом, розташованим біля Глазго, однак, з розширенням міста ввійшов до його складу.
У Шеттлстоні народився винахідник Нілсон Джеймс Бомон і футбольний коментатор Арчі Макферсон.